# Anatole Novak
Anatole Novakv (La Mure, 12 de fevereiro de 1937 — La Mure, 5 de janeiro de 2022) foi um ciclista francês, que competiu como profissional entre 1956 e 1972. Ele terminou em último lugar no Tour de France 1964.